# Space rock
Lo space rock è un genere musicale originatosi e sviluppatosi in due periodi storici diversi; nel primo, tra la fine degli anni '60 e l'inizio degli anni '70, è caratterizzato da sonorità e testi che suggeriscono atmosfere fantascientifiche.
Lo stile è caratterizzato dal largo uso di riff e suoni distorti e sperimentali per chitarra elettrica e lunghe parti di tastiera, accompagnati da testi a tema fantascientifico o relativi allo spazio esterno. Esempi sono band come Pink Floyd, Hawkwind, Eloy, The Who, Wishbone Ash e Gong.

## Storia
Lo space rock delle origini (fra i tardi anni sessanta e i primi anni settanta) si sviluppò principalmente dal rock psichedelico e progressivo britannici. I primi album dei Pink Floyd contengono numerosi brani che in qualche misura si possono considerare pietre miliari dello space rock: fra gli esempi si possono citare Astronomy Domine e Interstellar Overdrive (dall'album The Piper at the Gates of Dawn). Fra gli album nel complesso più rappresentativi del genere si deve citare Space Ritual degli Hawkwind. Sia i Pink Floyd che gli Hawkwind, negli spettacoli dal vivo, enfatizzavano le atmosfere fantascientifiche dei loro brani utilizzando scenografie suggestive in cui comparivano luci laser e costumi di scena surreali.
Entrano nel novero dello space rock anche gli artisti della kosmische musik tedesca che, nel corso degli anni settanta, anticiparono e talvolta inventarono diverse espressioni sonore come l'ambient, il post-rock e il trip hop. Tra i molti artisti che ne facevano parte vi erano gli Amon Duul, i Tangerine Dream, Klaus Schulze, i Faust, i Cluster, i Neu!, gli Ash Ra Tempel e i Popol Vuh.
Oltre ai gruppi che più sistematicamente esploravano soluzioni riconducibili alla definizione di space rock, esempi sporadici di contaminazione fra musica rock e fantascienza spaziale rimasero piuttosto frequenti per tutti gli anni settanta e oltre. Fra gli esempi più celebri in tal senso si possono citare Space Oddity di David Bowie, i Rush di 2112 e Cygnus X-1 (dall'album A Farewell to Kings) e soprattutto Green di Steve Hillage, una sorta di vero e proprio concept album dedicato allo space rock. Anche in Italia alcuni gruppi, soprattutto di area progressive, sperimentarono con temi e sonorità vicini allo space rock: un esempio è Sirio 2222, album d'esordio del gruppo Il Balletto di Bronzo.
Verso la fine del decennio ebbe grande successo il gruppo francese dei Rockets, che basava completamente la propria immagine, almeno nel periodo di maggior successo, sulla fantascienza, impersonando alieni.
Nei primi anni novanta, numerosi gruppi alternative rock iniziarono a proporre lavori che in qualche misura riprendevano l'atmosfera generale dello space rock classico. Fra questi si possono citare Amplifier, Failure, Hum, My Bloody Valentine, Ride, Slowdive, Suede e The Verve.
Nel 1998 Marilyn Manson propone un eclettico concept-album ispirato dallo Ziggy Stardust di Bowie, in cui la voce narrante è un alieno. Un album di atmosfera, tematiche e artwork palesemente "spaziali", anche se in senso stretto si possono considerare Space rock prettamente le canzoni Disassociative, Fundamentally Loathsome, The Last Day on Earth. 
Nel 2001, lo Space rock è tornato sotto i riflettori con Origin of Symmetry, secondo album dei Muse, la cui eclettica musica presenterà da lì in poi un fondamentale elemento Space rock, che diventa essenziale nei testi e nell'artwork ed evidente in canzoni come New Born, Futurism, Dark Shines, Megalomania, Space Dementia, Take a Bow, Map of the Problematique. In Italia sono pochi i rappresentanti del genere; fra di essi vanno certamente annoverati i Giobia e i veterani Black Land e i Void Generator; nel 2017 i Monolithic Elephant con il loro album omonimo.